# Don’t Break the Oath
Don’t Break the Oath — второй альбом датской хэви-метал-группы Mercyful Fate, вышедший в 1984 году.

## Список композиций
| №  | Название                    | Автор(ы)                  | Длительность |
| -- | --------------------------- | ------------------------- | ------------ |
| 1. | «A Dangerous Meeting»       | Даймонд и Шерманн.        | 5:10         |
| 2. | «Nightmare»                 | Даймонд и Шерманн         | 6:19         |
| 3. | «Desecration of Souls»      | Деннер, Даймонд и Шерманн | 4:54         |
| 4. | «Night of the Unborn»       | Деннер, Даймонд и Шерманн | 4:59         |
| 5. | «The Oath»                  | Даймонд                   | 7:31         |
| 6. | «Gypsy»                     | Деннер и Даймонд          | 3:08         |
| 7. | «Welcome, Princess of Hell» | Даймонд и Шерманн         | 4:03         |
| 8. | «To One Far Away»           | Деннер и Даймонд          | 1:31         |
| 9. | «Come to the Sabbath»       | Даймонд                   | 5:19         |

| №   | Название            | Автор(ы)          | Длительность |
| --- | ------------------- | ----------------- | ------------ |
| 10. | «Death Kiss» (demo) | Даймонд и Шерманн | 4:30         |

## Участники записи
- Кинг Даймонд — вокал, клавишные
- Ханк Шерманн — гитара.
- Михаэль Деннер — гитара
- Тими Хансен — Бас-гитара
- Ким Разз — ударные